# Смута во Франкском государстве (830—834)
Смута во Франкском государстве (830—834 годы) — восстание старших сыновей императора Франкского государства Людовика I Благочестивого против его верховной власти. Недовольство сыновей было вызвано желанием Людовика Благочестивого, возникшим под влиянием его новой жены Юдифи Баварской, наделить владениями своего младшего сына Карла в ущерб старшим сыновьям.

Франкская империя в 828 году

## Предыстория смуты
В октябре 818 года умерла первая жена Людовика I Благочестивого, императрица Ирменгарда. К этому времени каждый из трёх сыновей Людовика и Ирменгарды уже владел землями, которыми император, согласно Ordinatio imperii, наделил их в июле 817 года:
- старший сын — Лотарь — был императором-соправителем отца и получил в управление значительную часть Франкского королевства (Нейстрию, Австразию, Саксонию, Тюрингию, Алеманнию, Септиманию, Прованс и Италию);
- второй сын — Пипин — сохранил за собой Аквитанию, королём которой он был уже 3 года, а также — Васконию и Испанскую марку;
- третий — Людовик — получил Баварию и Каринтию.

В 819 году, через 4 месяца после кончины первой жены, император Людовик женился на красивой дочери графа Аргенгау Вельфа Юдифи, которая была на 17 лет моложе его.
Однако для империи второй брак императора имел пагубные последствия. Влияние прежних, благоразумных советников Людовика Благочестивого стало всё более и более уступать влиянию молодой императрицы и её семьи. Власть Юдифи над мужем особенно возросла после того, как в июне 823 года она родила ему сына Карла. Женщина красивая и образованная, намного превосходящая Людовика умом, Юдифь старалась разделить с ним все его учёные занятия и так опутала и очаровала супруга, что он не мог ей ни в чём отказать. Обретя над мужем такую власть, Юдифь стала внушать ему, что её сын должен получить своё королевство, так же как и трое других, родившихся от первого брака.
В 829 году Людовик I Благочестивый, наконец, согласился исполнить её желание и выделил шестилетнему Карлу Алеманию с Эльзасом, часть современной Швейцарии и Верхнюю Бургундию. Императрица могла торжествовать победу. Вскоре, однако, выяснилось, что враги её не оробели от неудач. Интригами и клеветой они изо всех сил старались подорвать её влияние. Был пущен слух, что Юдифь живёт в незаконной связи с королевским казначеем Бернаром Септиманским и хочет сделать его императором. Неизвестно, насколько эти обвинения соответствовали действительности, но даже верные советники императора были смущены той близостью, которая установилась между императрицей и Бернаром. Что касается старших сыновей Людовика, то они чем дальше, тем более ненавидели мачеху и опасались с её стороны всяких козней. Этот семейный раздор вскоре перерос в настоящую войну.

## События 830 года
В 830 году Людовик I начал поход против бретонцев. Пипин, король Аквитании, был обеспокоен тем, что война развернулась у самых границ его королевства. Вместо того, чтобы идти со своими аквитанцами на помощь отцу, он поднял мятеж, и через Орлеан двинулся на Париж. Императорские войска перешли на его сторону. Лотарь I принял сторону младшего брата и объявил, что будет защищать тот раздел земель, который был установлен в 817 году. Людовик Немецкий, находившийся при своём отце, тайно бежал из его лагеря и присоединился к Пипину. Услышав об этом, император совершенно оробел. При нём было так мало воинов, что он не мог вступить в битву с войском, которое вёл на него Пипин, и решил покориться. Между тем Пипин узнал, что его мачеха Юдифь скрывается неподалёку от Компьена, в одном из монастырей. Императрицу привезли в лагерь и предложили на выбор — или сделаться монахиней, или внушить мысль о пострижении самому императору. С этими предложениями Юдифь была препровождена в стан к своему супругу. Император Людовик ответил, что он не может решиться на пострижение без согласия вельмож и епископов обеих сторон. После того как императрица возвратилась с этим ответом к Пипину, её отослали в Пуатье и насильно постригли в монастыре Святой Радегунды.
Затем Пипин созвал в Компьене съезд вельмож, который должен был решить судьбу его отца. Пишут, что император вошёл в зал заседания со скромностью, показывающей его уныние: он не захотел сесть на престол и в речи перед собравшимися стал оправдываться в своих поступках. Большая часть вельмож была тронута судьбой своего монарха. Окружив Людовика, они стали его утешать и почти силой усадили на престол. Однако на этом всё их расположение к несчастному закончилось: съезд лишил его верховной власти и передал её Лотарю. Последний, впрочем, удержался на престоле совсем недолго. Причём власть его была разрушена с той стороны, откуда он менее всего ожидал. Среди монахов, приставленных к Людовику I, оказался один, ловкий и хитрый, по имени Гундбальд. Вместо того, чтобы служить Лотарю и склонять императора к окончательному отречению, он предложил свои услуги Людовику. Людовик доверился Гундбальду и не просчитался. Под видом церковных дел Гундбальд приехал к Пипину и Людовику Немецкому и стал описывать им страдания и обиды, каким подвергся их отец по воле Лотаря. Он пробуждал в них голос совести и одновременно ловко внушал мысль, что при старом и слабом Людовике они гораздо более могут надеяться увеличить свои королевства и свою самостоятельность, чем при молодом Лотаре. Оба брата охотно склонились на его уговоры.
Тем временем Лотарь готовил новый съезд, который, по мысли его сторонников, должен был окончательно лишить его отца императорского титула и тем совершенно отстранить его от власти. Младшие братья для вида соглашались с этими планами, но втайне готовили измену. В последний момент место заседания съезда было перенесено с западного берега Рейна на восточный, в Нимвеген, в ту часть империи, где сильны были сторонники Людовика Благочестивого. Здесь младшие братья, и, прежде всего, Людовик Немецкий, отбросили своё притворство и вступились за отца. Опираясь на эту поддержку, приверженцы старого императора получили перевес над его противниками. Съезд единогласно решил возвратить Людовику всю прежнюю власть и вернуть ему вторую жену. Решение это стало полной неожиданностью для Лотаря. Друзья убеждали его не терять времени, созвать войско и военной силой подавить сопротивление. Но он, оказавшись человеком бесхарактерным, смущённый упрёками совести, так и не решился на войну с отцом, смирился, умолял отца простить его и клялся не выходить из сыновнего повиновения. Своих друзей, на которых была сложена вся вина мятежа, Лотарь принёс в жертву противникам. Прежний порядок был восстановлен, а Юдифь с большими почестями была доставлена из монастыря в столицу.

## Раздел империи в 831 году
Для окончательного решения дел в 831 году собрался съезд в Ахене. Юдифь поклялась здесь в своей невинности, папа Григорий IV объявил её пострижение недействительным и ей были возвращены права супруги императора. Вероятно, тогда же был составлен акт о новом разделе государства. В этом важном документе исключительные права Лотаря, которые он имел после 817 года, были уничтожены. Хотя за ним и остался императорский титул, изо всех владений ему сохранили только Италию. Младшему сыну от Юдифи, Карлу, отец даровал королевский титул. В придачу к Швабии он получил ещё большую часть Бургундии, Прованс, Дофине и Септиманию, земли по обоим берегам Мозеля, а также Лан и Реймс. Таким образом, положение в государстве вновь возвратилось к исходной точке: Юдифь опять была рядом с мужем, вновь подчинила его своим очарованием и, как и прежде, старалась ради своего сына (которого она, по тогдашнему выражению, «хотела сделать, как Иосифа, выше старших братьев или дать ему, как Вениамину, в пять раз больше, нежели им»). Старшие братья постоянно чувствовали исходящую с этой стороны угрозу и поневоле должны были сплотиться для новой борьбы.

## Новое восстание сыновей
Первым проявил своё недовольство Пипин, чувствовавший более других подозрительное нерасположение отца и ненависть мачехи. В октябре 831 года он отказался приехать в Тионвиль на очередной съезд. Людовик внешне отнёсся к этому спокойно, но 2 месяца спустя, когда Пипин приехал в Ахен, его задержали и отдали под стражу. Он бежал ночью с несколькими спутниками и вернулся в своё королевство. В сентябре 832 года съезд, состоявшийся в Орлеане, лишил Пипина королевского титула. Аквитанию отец передал Карлу. Пипина схватили и вместе с семьей отправили в Трир. Он, однако, опять сумел бежать, вернулся в Аквитанию и поднял здесь новое возмущение. Из-за начавшейся зимы Людовик не мог подавить мятеж в самом его начале. Зимой Пипина поддержали Лотарь I и папа Григорий IV.
Весной 833 года Лотарь перешёл через Альпы и соединился с Пипином и Людовиком Немецким неподалёку от Кольмара на равнине, называвшейся Красным полем. В июне привёл туда свои войска Людовик Благочестивый, но вместо того, чтобы немедленно начать сражение, завязал с сыновьями переговоры. Эта отсрочка погубила его дело. Сыновья, начав для виду совещаться о мире, более старались о том, чтобы обратить на свою сторону тех вельмож, которые остались верны императору. Пользуясь поддержкой папы, а также всеобщим нерасположением к Юдифи, они очень быстро преуспели в своём деле. Один за другим вельможи стали покидать Людовика и переходить в лагерь его сыновей. Прошло всего несколько дней, и император остался без своей армии — его окружала лишь горстка воинов и несколько епископов. Оставшимся при себе Людовик приказал идти к его сыновьям и объявить, что он не хочет кровопролития и не желает, чтобы кто-нибудь был убит за него. Сыновья велели отвечать, что ничего не угрожает его жизни, а также жизни его близких. 29 июня император с женой, младшим сыном и небольшой свитой приехал в лагерь сыновей и отдался в их руки. Они приняли отца с притворным уважением, но поступили с ним как с пленником. Юдифь была отправлена за Альпы и заключена в Тортоне. Людовика отправили в Суассон и держали под стражей в монастыре святого Медарда, а Карла отвезли в аббатство Прюм.

## Низложение Людовика
Был созван совет начальников войска, который единогласно решил низложить Людовика и передать престол Лотарю. После притворной отговорки тот позволил провозгласить себя императором. Однако он не мог чувствовать себя спокойно до тех пор, пока отец его носил императорский титул. Опять, как и три года назад, были приложены все силы к тому, чтобы принудить Людовика Благочестивого постричься в монахи. Но Людовик оставался непреклонен. На него не подействовало даже ложное известие, что Юдифь умерла. Чтобы добиться своего, Лотарь I пошёл на крайнее средство: съезд в Компьене, состоявшийся 7 октября 833 года, объявил Людовика виновным в тяжких преступлениях и лишил его права носить оружие. Император со смирением принял это постановление. В церкви святого Медарда он при большом стечении народа в одежде кающегося грешника в слезах исповедовался в своих грехах. Затем он отдал меч архиепископу Реймса Эббону, но по-прежнему отказывался принять пострижение. Эта сцена, впрочем, принесла гораздо более вреда его гонителям. Масса народа, видевшая унижение своего монарха, прониклась к нему самым искренним сочувствием. Забыты были многие его слабости, зато вспоминали о его всегдашней простоте, доброте и умении прощать. Братьям Лотаря I также показалось, что, подвергнув их отца публичному унижению, тот превысил меру допустимого. Людовик Немецкий первым стал испытывать укоры совести и настойчиво просил Лотаря I обращаться с отцом не так сурово. Лотарь резко отвечал, что не потерпит вмешательства в свои дела, и стал более прежнего стеснять императора, усилив за ним надзор. Тогда Людовик Немецкий объявил, что сыновний долг понуждает его освободить отца, и созвал ополчение во Франкфурте-на-Майне. Лотарь уехал в Париж, оставил там отца и отправился в Бургундию собирать войска. Недовольство деспотической политикой Лотаря обнаружилось довольно быстро. Ещё во время суда над Людовиком в Компьене многие высказывались против свержения императора. Многочисленные сторонники императора, опасаясь мести со стороны победителей, бежали за Рейн к Людовику Немецкому. Именно от них исходила инициатива восстановления Людовика Благочестивого на троне.

## Восстановление на престоле
Через десять дней после его отъезда, 1 марта 834 года, несколько архиепископов освободили императора из заключения, сняли с него церковное наказание и вновь возложили на него императорское облачение. При радостных криках народа было объявлено, что власть Людовика Благочестивого восстанавливается. Он поехал в Кьерсийский дворец, примирился с Пипином и Людовиком, а потом отправился в Ахен, где его уже ждали Юдифь и Карл. К Лотарю он прислал послов, предлагая ему прощение при условии искреннего раскаяния. Но Лотарь не захотел мириться, так как понимал, что ничего, кроме нового унижения, этот мир ему не даст. Вскоре императорское войско было разбито Матфридом на границе Бретонской марки. Множество графов было убито в сражении. Затем Лотарь I взял Шалон, ограбил его и свирепо осудил на казнь многих знатных приверженцев своего отца, причём не щадил ни мужчин, ни женщин. Но в следующем сражении при Блуа, в июне 834 года, Лотарь потерпел поражение. Он и его приверженцы вынуждены были просить пощады. Людовик позволил им явиться к нему в лагерь. Лотарь I упал к ногам отца и поклялся в верности. Людовик простил сына, однако отобрал у него все владения за Альпами, оставив в его руках одну Италию. Остальных сыновей он не решился пока трогать, сохранив за ними те владения, которые они приобрели в результате раздела королевства Карла.